# Алі Салем аль-Бейд
Алі Салем аль-Бейд (араб. علي سالم البيض; нар. 1939) — єменський політичний діяч, віце-президент об'єднаного Ємену, президент невизнаної Демократичної Республіки Ємен під час громадянської війни 1994 року.

## Життєпис
З юнацтва брав активну участь у національно-визвольному русі, був членом Національного визвольного фронту з моменту його створення. Навчався на військових курсах у Єгипті президента Насера.
Після проголошення незалежності 1967 року отримав пости губернатора п'ятої провінції Народної Демократичної Республіки Ємен, міністра оборони (1967—1969), міністра закордонних справ, міністра у справах президентства, міністра планування. 1980 року очолив міністерство місцевого самоврядування. Під час січневих подій 1986 року був засуджений Алі Насіром Мухаммедом до страти.
Після об'єднання Ємену став віце-президентом країни. Після придушення спроби відновлення незалежності Південного Ємену емігрував до Оману. Від 2009 року — один з лідерів сепаратистського руху, противник Аль-Каїди.